# (35291) 1996 TN46
1996 TN46 (asteroide 35291) é um asteroide da cintura principal. Possui uma excentricidade de 0.27727680 e uma inclinação de 11.26017º.
Este asteroide foi descoberto no dia 10 de outubro de 1996 por Spacewatch em Kitt Peak.